# Bystraja (affluente della Kozyrevka)
La Bystraja (in russo Быстрая?) è un fiume della penisola di Kamchatka affluente della Kozyrevka nell'Estremo Oriente russo. Scorre nel Bystrinskij e nell'Ust'-Kamčatskij rajon del Territorio della Kamčatka.
Il fiume ha origine tra i monti Znojnaja e Pereval nel punto che separa la Catena Centrale dai monti Kozyrevskji; scorre a nord e nord-est in una conca intermontana occupata da una foresta di betulle e larici, quindi svolta verso sud-est. Continua in questa direzione in un'area pianeggiante ricoperta da boschi. La lunghezza del fiume è di 154 km, l'area del suo bacino è di 3 830 km². Sfocia nella Kozyrevka a 5 km dalla foce a un'altitudine di 35,1 metri sul livello del mare.